# Khan Yunis
Khan Yunis (àrab: خان يونس, Ḫān Yūnis) és una ciutat situada en la part sud-oest de la Franja de Gaza. Té diversos camps de refugiats palestins, el més important el campament d'Al Amal, que alberga milers de refugiats palestins de la guerra araboisraeliana de 1948. L'Oficina Palestina d'Estadística estima que la població era de 142.637 el 2007, 202.000 el 2010 i 350.000 el 2012. A pesar que Khan Yunis es troba a només 4 quilòmetres del mar Mediterrani, el clima és de regió semiàrida, amb una precipitació anual d'aproximadament 260 mm.
La circumscripció de Khan Yunis té cinc membres al Consell Legislatiu Palestí. Després de les Eleccions legislatives palestines de 2006, hi foren escollits tres diputats de Hamàs inclòs Yunis al-Astal; i dos de Fatah inclòs Mohammed Dahlan. La ciutat es troba actualment sota l'administració de Hamàs a Gaza.

## Història
Khan Yunis es va establir durant el segle XIV; la inscripció situada en l'entrada principal de la ciutat mostra la data de 1387. La seva finalitat era la de protegir a les caravanes, els pelegrins i viatgers que es dirigien en direcció a La Meca. Més tard es va convertir en un important centre de comerç: el mercat setmanal a la ciutat es va establir el dijous, i atreia als comerciants de regions veïnes.

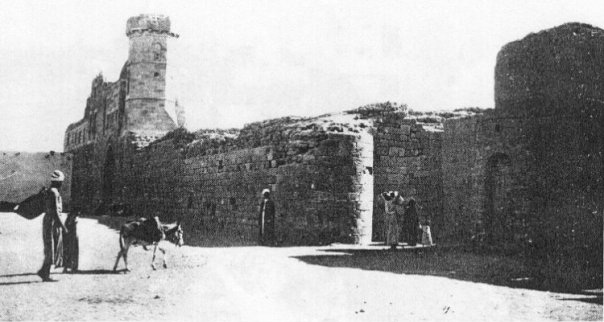
La part meridional del Khan Yunis històric, dècada del 1930

En el cens de Palestina de 1922, dirigit per les autoritats del mandat britànic de Palestina, Khan Yunis tenia 3.890 habitants; un jueu, 23 cristians i 3866 musulmans, que baixaren en el cens de 1931 a 3.811, en 717 cases a l'àrea urbana, i 3.440 en 566 cases als suburbis.
En 1945 Khan Yunis tenia 11,220, 11,180 musulmans i 40 cristians, amb 2,302 (urbans) i 53,820 (rurals) dúnams de terra, segons una enquesta oficial de població i terra. D'ells, 4,172 dúnams eren plantacions i terres de rec, 23,656 usades per cereals, mentre que 1,847 dúnams eren de sòl edificat. En 1948, la ciutat va acollir inicialment 35.000 refugiats palestins; segons càlculs de l'UNRWA, ascendeix a 60.662 persones en 2002, inclosos els descendents dels refugiats.
En 3 de novembre de 1956, durant la guerra del Sinaí, Israel va llançar una ofensiva contra Egipte, que en aquest moment controlava Khan Yunis i tota la Franja de Gaza; durant aquest conflicte va ser ocupada per primera vegada i va sofrir moltes baixes en els bombardeigs aeris. En 1967, durant la guerra dels Sis Dies, Israel va ocupar de nou la localitat de Khan Yunis, fins a la retirada israeliana en 2005.
En 2006, Hamàs va prendre el poder a la Franja de Gaza. Des del 2005 prop de 2.000 coets Qassam han estat llançats des de la localitat de Khan Yunis a Israel, majoritàriament a la ciutat meridional israeliana de Sederot.

## Khan Yunis, en la Intifada d'Al-Aqsa
Khan Yunis va ser el lloc dels atacs de helicòpters israelians a l'agost de 2001 i octubre de 2002. El resultat de molts dels atacs d'helicòpters van deixar diversos civils morts, centenars de ferits i edificis civils als voltants destruïts. És conegut com un bastió de Hamàs.
Dos terroristes van ser morts a trets el 2 de maig de 2004, una assistent social embarassada i les seves dues filles de 2 i 11 anys des dels edificis al nord de la ciutat. Un túnel excavat de la ciutat també va ser usat per volar un lloc de control israelià el 27 de juny de 2004. Amb cada atac palestí, les Forces de Defensa Israelianes van respondre arrasant edificis utilitzats per les organitzacions terroristes sospitoses.
El 16 de desembre de 2004, també es van usar tancs, on els trets de morters van ser llançats. En les setmanes anteriors a l'operació, prop de 80 coets i foc de morter havia copejat a Gush Katif, causant la mort d'un treballador tailandès i lesions a una dotzena de civils i 11 soldats. L'operació tingué un registre de 14 militants palestins morts. Freqüents atacs aeris van continuar a la ciutat, matant a dotzenes de palestins, majoritàriament civils.

## Agermanaments
- Almuñécar, Espanya
- Évry
- Palerm, Itàlia